# 牛市口站
牛市口站位于四川省成都市锦江区，是成都地铁2号线的地下车站。

## 车站概述
本站位于东大街东大路段与二环路东四段交叉路口以东，沿东大路段南北向布置，于2012年9月16日开通使用。因老地名“牛市口”而得名。

## 车站结构
本站为宽约10米的岛式站台车站，车站总长度为170米，车站标准段宽为18.5米，总建筑面积为9165.5平方米，其中主体建筑面积为6489.4平方米，附属建筑面积为2676.1平方米。

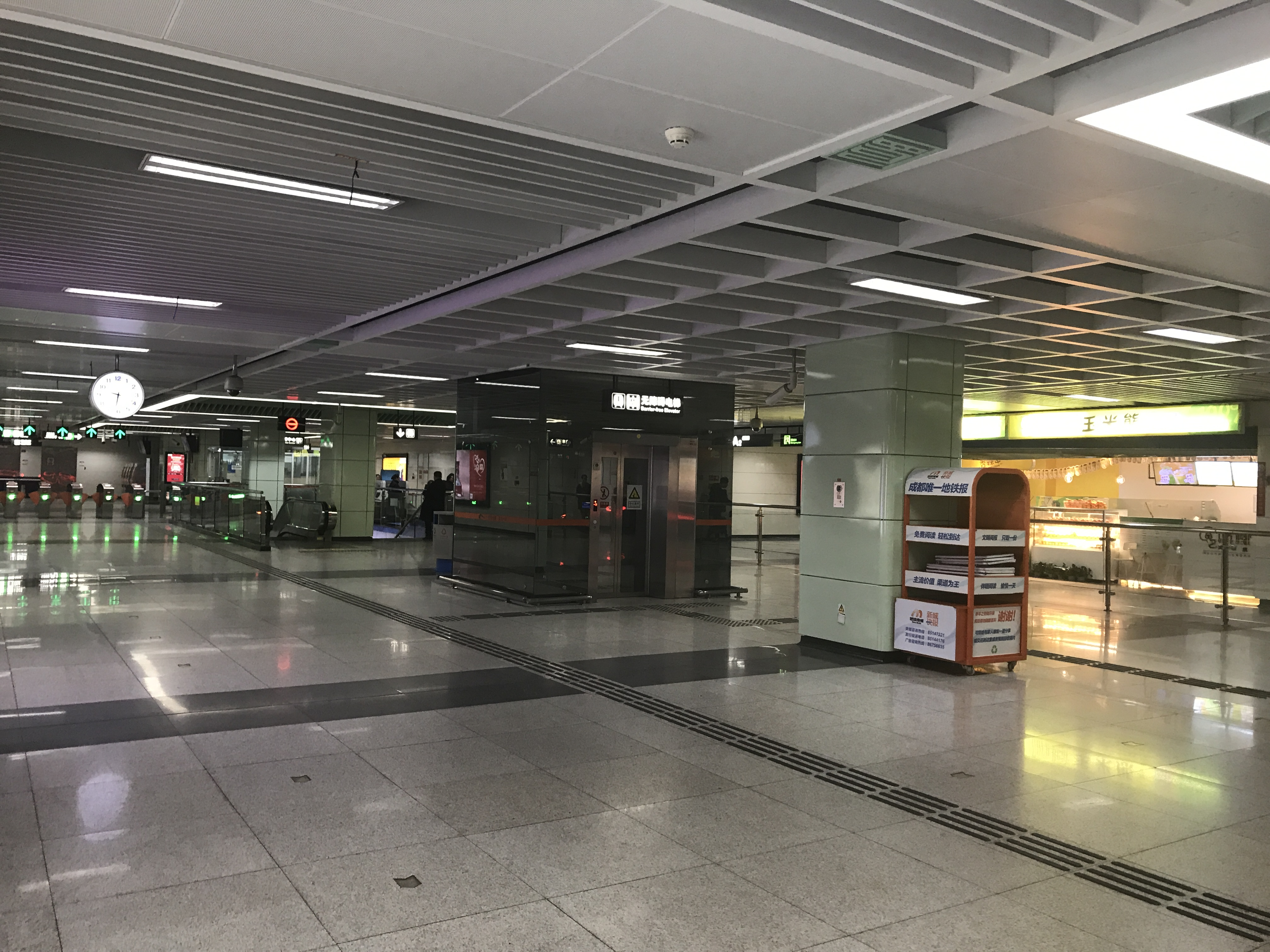
站厅层
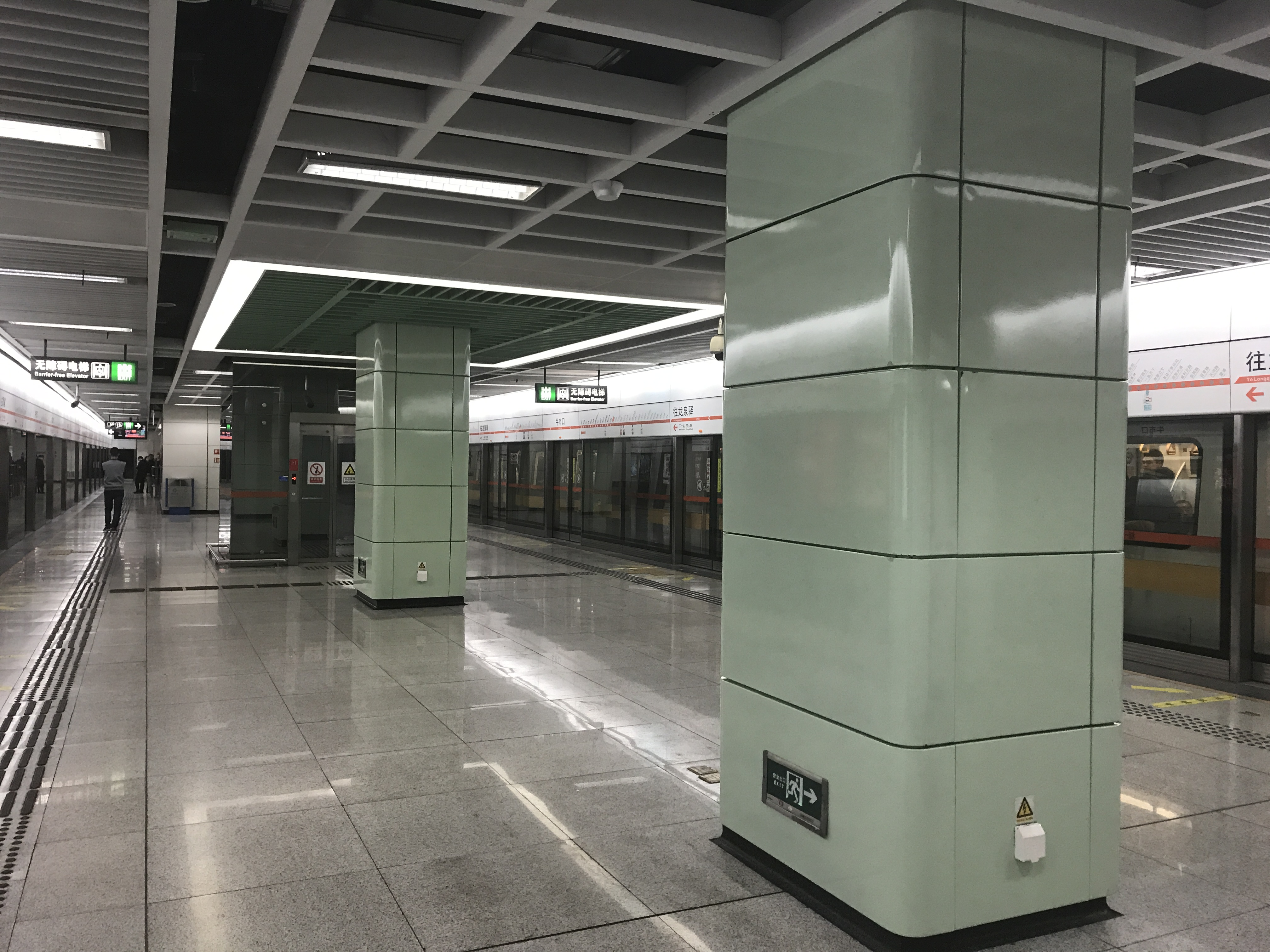
站台层

| 地面              | 0    | 出口A1·A2·B·C                                                                                       |
| 地下一层          | 站厅 | 自助购票 客服中心                                                                                   |
| 地下二层          | 站台 | \| \| \| 2号线往犀浦（牛王庙） \| \| 島式 · 開左邊车门 \| \| \| \| \| \| 2号线往龙泉驿（东大路） \| |
|                   |      | 2号线往犀浦（牛王庙）                                                                               |
| 島式 · 開左邊车门 |      | |
|                   |      | 2号线往龙泉驿（东大路）                                                                             |

- 站厅层
- 站台层

## 出入口
本站目前开放4个出入口。
|              |              |                                          |      |
| 编号         | 设施         | 指示                                     | 照片 |
|              |              | 二环路东四段、东大街东大路段、二环高架路 |      |
| 出口 · A · 2 |              | 东大街东大路段、二环路东四段、二环高架路 |      |
| 出口 · B     | 无障碍卫生间 | 东大街东大路段、通源街、二环路东四段     |      |
| 出口 · C     | 无障碍电梯   | 东大街东大路段、二环路东四段、二环高架路 |      |

## 公交换乘
K1线;K2线;97路; 104路; 120路; 819路等

## 历史
- 2010年2月4日，主体结构封顶[4]；
- 2012年9月16日，正式启用[1]；
- 2015年9月20日，B出入口外的一处管道发生煤气泄露，并未造成人员伤亡[5]。